# Thereva hinu
Thereva hinu är en tvåvingeart som beskrevs av Jennifer L. Hollis 1964. Thereva hinu ingår i släktet Thereva och familjen stilettflugor.
Artens utbredningsområde är Nepal. Inga underarter finns listade i Catalogue of Life.